# Fulgoraecia poliographa
Fulgoraecia poliographa is een vlinder uit de familie van de Epipyropidae. De wetenschappelijke naam van de soort is voor het eerst geldig gepubliceerd in 1910 door Hampson.